# Silver Trail
Der Silver Trail (auch Yukon Highway 11) verbindet die Siedlungen Mayo, Elsa und Keno City mit dem Klondike Highway nahe Stewart Crossing, wo der Klondike Highway den Stewart River trifft.
Die Straße wurde 1950/51 als Whitehorse-Mayo-Road gebaut und erhielt die Bezeichnung Yukon Highway 2. 1978 wurde der Trail umnummeriert, er hatte nun die Nummer 11. Mitte der 1980er Jahre kam dann die Bezeichnung „Silver Trail“ hinzu, welche auf die früheren Tätigkeiten des Silberabbaus in der Region Bezug nimmt.
Der Highway ist bis zum Mayo Airport asphaltiert, danach wird sie als sogenannte Gravel Road (unbefestigte Straße) bis Elsa und Keno City weitergeführt.